# Slag bij Erastvere
De Slag bij Erastvere vond plaats op 29 december 1701 nabij Erastvere in het huidige Estland. De veldslag woedde tussen de Russische troepen (zo'n 12.000 man) onder leiding van Boris Sheremetev en de Zweedse troepen (2.200 man sterk), die onder bevel stond van Wolmar Anton von Schlippenbach. De Zweden verloren de veldslag: zo'n 700 doden, 350 gevangenen. Ook 4 kanonnen werden buitgemaakt door de Russen. De Russische verliezen worden geraamd op zo'n 3000 man.
Deze veldslag was de eerste beslissende overwinning voor de Russen in de Grote Noordse Oorlog.